# Margaret Woodrow Wilson
Margaret Woodrow Wilson (16. dubna 1886 Gainesville – 12. února 1944) byla nejstarší dcerou amerického prezidenta Woodrowa Wilsona. Po smrti své matky v roce 1914 vykonávala pro svého otce funkci společenské hostitelky Bílého domu, titul později známý jako první dáma. V této funkci působila až do roku 1915, kdy se její otec znovu oženil. Později se věnovala hudbě a duchovnímu životu, který ji dovedl až do Indie, kde strávila poslední roky svého života jako následovnice indického duchovního učitele Šrí Aurobinda.

## Biografie
Margaret Woodrow Wilson se narodila 16. dubna 1886 v Gainesville ve státě Georgia. Vyrůstala v intelektuálním prostředí podporujícím vzdělání a umění. V době jejího narození žili rodiče poblíž Filadelfie v Pensylvánii, otec působil na fakultě Bryn Mawr College. Měla dvě mladší sestry, Jessie a Eleanor. Margaret studovala na Goucher College v Baltimoru a klavírní a pěvecké vzdělání získala na Peabody Institute of Music.
Po náhlém úmrtí matky v roce 1914 na ni částečně přešla role první dámy, dokud se její otec v roce 1915 neoženil s Edith Bolling Galt. Po odchodu z Bílého domu se přestěhovala do Greenwich Village. Spolu s dalšími významnými newyorskými feministkami, jako byly Eleanor Roosevelt a Frances Perkins, se aktivně zapojila do činnosti ženských organizací, např. Women's City Club (nyní Women Creating Change).

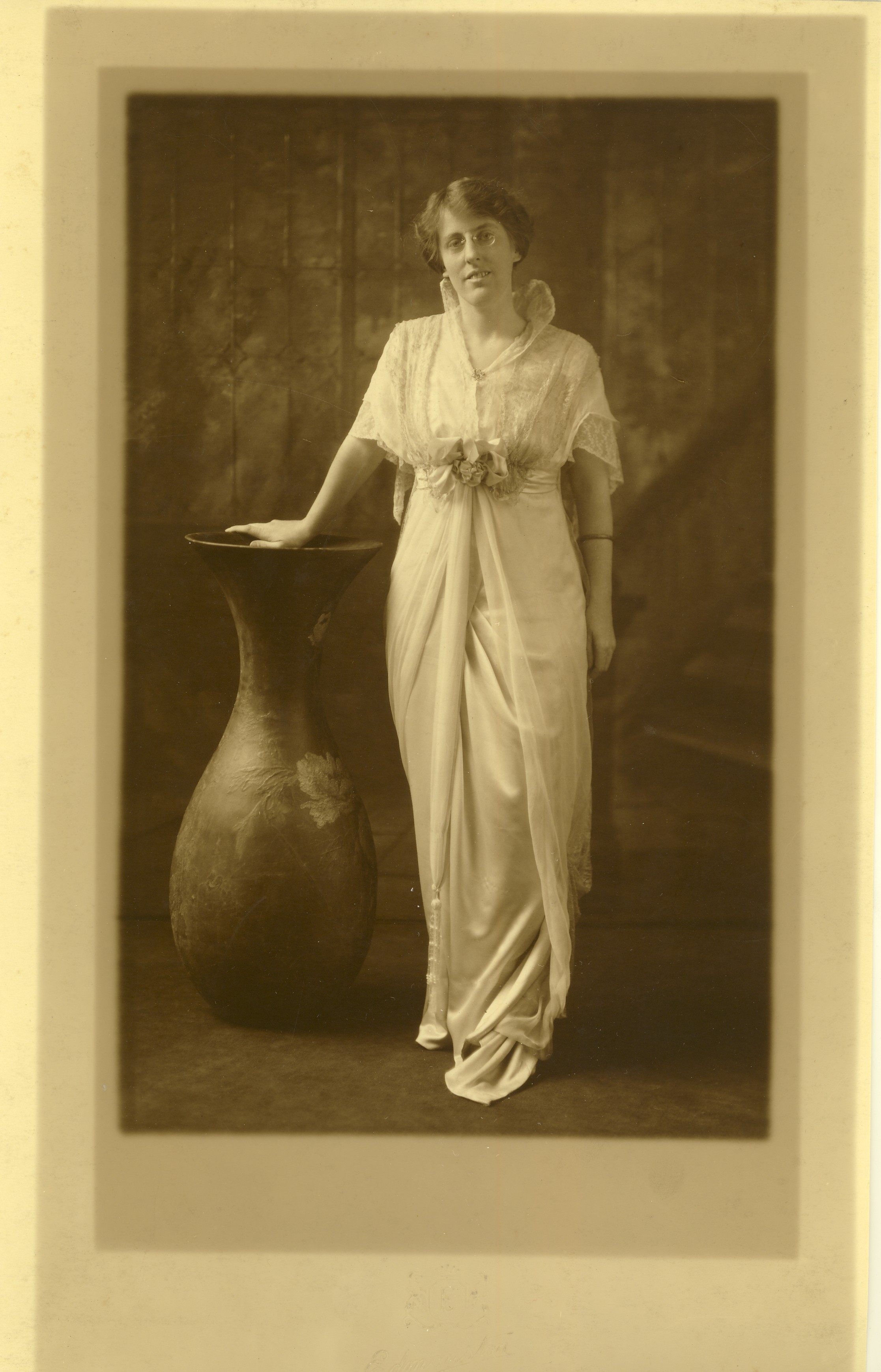
Margaret Wilson

Aktivně se věnovala zpěvu, vystupovala na koncertech ve Spojených státech amerických a spolu se setrami podporovala myšlenku volebního práva pro ženy. Natočila několik nahrávek, v roce 1914 vyšla u Columbia Records skladba „My Laddie“. Během první světové války se angažovala v dobročinných aktivitách na podporu Červeného kříže a odcestovala do Francie, aby zazpívala vojákům ve válkou zničené zemi.
V roce 1923 odešla jako zpěvačka do důchodu a pracovala v reklamní agentuře. Nikdy se neprovdala a zůstala bezdětná. Měla po otci roční rentu, dokud zůstane neprovdaná.
Ve třicátých letech 20. století se začala zajímat o indickou filozofii a spiritualitu. V roce 1938 odcestovala do ášramu Šrí Aurobinda v indickém Puduččéri, kde zůstala do konce života. Stala se členkou ášramu a dostala nové jméno Nistha, což v sanskrtu znamená „oddanost“. Spolu s badatelem Josephem Campbellem zpracovala anglický překlad díla Svámího Nikhilánandy o hinduistickém mystikovi Šrí Rámakršnovi The Gospel of Sri Ramakrishna, který v roce 1942 vydalo Ramakrishna-Vivekananda Center v New Yorku.
Zemřela na urémii 12. února 1944 ve věku 57 let a byla pohřbena v indickém Puduččéri.